# George Uglow Pope
George Uglow Pope (1820-1908), connu comme Rev. G.U. Pope ou G.U. Pope, est un missionnaire qui passe un grand nombre d'années au Tamil Nadu et traduit beaucoup de textes tamouls en anglais. Ses traductions célèbres comprennent le Tirukkural et le Tiruvachagam. Ses travaux sont reconnus par la Société Royale Asiatique sous la forme d'une médaille d'or. Il est directeur de la Bishop Cotton Boys School, à Bangalore avant de retourner à Oxford.

## Biographie
George Uglow Pope est né le 24 avril 1820 à l'Île-du-Prince-Édouard en Nouvelle-Écosse. Sa famille émigre en Angleterre lorsqu'il est enfant. Il part pour le sud de l'Inde en 1839 et arrive à Sawyerpuram (சாயர்புரம்) près de Tuticorin. Pope devient un érudit en tamoul, en télougou et en sanskrit. Il fonde plusieurs écoles et enseigne le latin, l'anglais, l'hébreu, les mathématiques et la philosophie.
Il termine sa traduction du Tirukkural le 1er septembre 1886. Son Sacred Kural contient une introduction, une grammaire, une traduction, des notes, un lexique et un index. Il comprend aussi la traduction anglaise de F.W. Ellis et la traduction latine de Costanzo Beschi avec 436 pages. Il traduit en février 1893 le Naaladiyaar (நாலடியார்).
Son chef-d'œuvre, la traduction du Tiruvachakam, paraît en 1900. Il en dit : "Je le date de mon 80e anniversaire. Je constate, par consultation, que ma première leçon de tamoul était en 1837. Cela conclut, je crois, une longue vie de dévotion aux études tamoules. Ce n'est pas sans une profonde émotion que je mets un terme au travail littéraire de toute ma vie".
La très convoitée médaille d'or de la Société Royale Asiatique lui est décernée en 1906. Il fait son dernier sermon le 26 mai 1907.
Il meurt le 12 février 1908.